# 前田金四郎
前田 金四郎（まえだ きんしろう、1871年〈明治4年〉9月16日 - 1962年〈昭和37年〉2月15日）は北海道十勝地方の富農。本別村会議員などを務め本別町の開拓功労者に認定されている。

## 生涯
1871年（明治4年）9月16日、岡山県真島郡新庄村（現在の真庭郡新庄村）に生まれる。1898年（明治31年）に故郷を離れ、池田町青山に移住する。翌1899年（明治32年）本別町美里別に入植。青山トメと結婚する。
1915年（大正4年）から1937年（昭和12年）の間、6期18年にわたって本別村会議員を務めたほか、農会総代人、評議員、副会長を歴任、1935年（昭和10年）には本別農会長となった。また本別町立本町中学校（現在の北海道本別高等学校）の敷地の提供、設立資金の寄付なども行った。1950年（昭和25年）度の町議会にて本別町開拓功労者に認定されている。1962年（昭和37年）2月15日、92歳没。